# Зольтау, Вильфрид
Вильфрид Зольтау (нем. Wilfried Soltau; 17 июня 1912 — 27 сентября 1995) — немецкий гребец-каноист, выступал за сборную Германии в конце 1930-х — середине 1950-х годов. Участник двух летних Олимпийских игр, двукратный бронзовый призёр Олимпийских игр в Хельсинки, обладатель бронзовой медали чемпионата мира, многократный победитель и призёр регат национального значения.

## Биография
Вильфрид Зольтау родился 17 июня 1912 года. Занимался греблей в Гамбурге в каноэ-клубе HKC.
Впервые заявил о себе ещё в 1937 году, выиграв национальное первенство Германии в паре с Хайнцем Озенбрюгом в зачёте двухместных экипажей. Первого серьёзного успеха на взрослом международном уровне добился в сезоне 1938 года, когда попал в основной состав немецкой национальной сборной и побывал на впервые проводившемся чемпионате мира по гребле на байдарках и каноэ в шведском городе Ваксхольме, откуда привёз награду бронзового достоинства, выигранную в зачёте двухместных экипажей на дистанции 1000 метров. Из-за начавшейся Второй мировой войны вынужден был прервать спортивную карьеру.
По окончании войны Зольтау вернулся в большой спорт и уже в 1947 году вновь стал чемпионом страны. Он мог выступить на Олимпийских играх 1948 года в Лондоне, однако из-за разделения Германии на ФРГ и ГДР возникли разноречия между Национальным олимпийским комитетом Германии и Международным олимпийским комитетом, в результате чего немецкие спортсмены не смогли поучаствовать в этих Играх.
Благодаря череде удачных выступлений в 1952 году Вильфрид Зольтау удостоился права защищать честь страны на летних Олимпийских играх в Хельсинки. Стартовал здесь вместе с молодым напарником Эгоном Древсом (Древс был на 14 лет его моложе) в программе каноэ-двоек на дистанциях 1000 и 10000 метров — в обоих случаях занял в финалах третье место и завоевал тем самым бронзовые олимпийские медали.
Став двукратным бронзовым олимпийским призёром, Зольтау остался в основном составе гребной команды ФРГ и продолжил принимать участие в крупнейших международных регатах. Так, в 1954 году он отправился представлять страну на чемпионате мира во французском Маконе, где в двух дисциплинах сумел выйти в финал и был близок к призовым позициям. Будучи одним из лидеров западногерманской национальной сборной, благополучно прошёл квалификацию на Олимпийские игры 1956 года в Мельбурне, где представлял так называемую Объединённую германскую команду, собранную из спортсменов ФРГ и ГДР (на тот момент ему было уже 44 года). В паре с тем же Эгоном Древсом в двойках на десяти километрах остановился в шаге от призовых позиций, заняв четвёртое место позади экипажей из СССР, Франции и Венгрии. Вскоре по окончании этих соревнований принял решение завершить карьеру профессионального спортсмена, уступив место в сборной молодым немецким гребцам — за свою долгую спортивную карьеру в период 1937—1956 годов он в общей сложности 18 раз становился чемпионом национальных первенств в различных гребных дисциплинах.